# Peter Lando
Peter Louis Lando (geb. vor 1989) ist ein Szenenbildner.

## Leben
Lando begann seine Karriere im Filmstab 1989 als Assistent in der Außenrequisite bei der Filmkomödie Wir sind keine Engel mit Robert De Niro und Sean Penn. Ab Mitte der 1990er Jahre war er als Szenenbildner an Filmproduktionen tätig, darunter große Hollywoodproduktionen wie The 6th Day und Riddick: Chroniken eines Kriegers.
Für den Superheldenfilm The Dark Knight war er gemeinsam mit Artdirector Nathan Crowley 2009 für den Oscar in der Kategorie Bestes Szenenbild sowie den BAFTA Film Award in der Kategorie Bestes Szenenbild nominiert, beide Auszeichnungen gingen in diesem Jahr jedoch an Der seltsame Fall des Benjamin Button. Gewinnen konnte er für The Dark Knight dagegen den „Excellence in Production Design Award“ der Art Directors Guild.

## Filmografie (Auswahl)
- 1989: Wir sind keine Engel (We’re No Angels)
- 1991: Omen IV: Das Erwachen (Omen IV: The Awakening)
- 1993: Kuck mal, wer da jetzt spricht (Look Who’s Talking Now)
- 1993: This Boy’s Life
- 2000: The 6th Day
- 2002: D-Tox – Im Auge der Angst (D-Tox)
- 2002: Insomnia – Schlaflos (Insomnia)
- 2002: Santa Clause 2 – Eine noch schönere Bescherung (The Santa Clause 2)
- 2004: Riddick: Chroniken eines Kriegers (The Chronicles of Riddick)
- 2005: Elektra
- 2006: Antarctica – Gefangen im Eis (Eight Below)
- 2007: Sind wir endlich fertig? (Are We Done Yet?)
- 2007: Unsichtbar – Zwischen zwei Welten (The Invisible)
- 2008: The Dark Knight
- 2009: Virtuality – Killer im System (Virtuality, Fernsehfilm)
- 2010: Percy Jackson – Diebe im Olymp (Percy Jackson & the Olympians: The Lightning Thief)
- 2011: Ein Jahr vogelfrei! (The Big Year)
- 2011: The Grey – Unter Wölfen (The Grey)
- 2013: Elysium
- 2013: Ender’s Game – Das große Spiel (Ender’s Game)
- 2014: Nachts im Museum: Das geheimnisvolle Grabmal (Night at the Museum: Secret of the Tomb)
- 2017: Logan – The Wolverine (Logan)
- 2021: Ghostbusters: Legacy (Ghostbusters: Afterlife)

## Auszeichnungen (Auswahl)
- 2009: Oscar-Nominierung in der Kategorie Bestes Szenenbild für The Dark Knight
- 2009: BAFTA-Film-Award-Nominierung in der Kategorie Bestes Szenenbild für The Dark Knight